# (3860) Plovdiv
(3860) Plovdiv est un astéroïde de la ceinture principale.

## Description
(3860) Plovdiv est un astéroïde de la ceinture principale. Il fut découvert le 8 août 1986 à Smolyan par Eric Walter Elst et Violeta G. Ivanova. Il présente une orbite caractérisée par un demi-grand axe de 2,81 UA, une excentricité de 0,16 et une inclinaison de 8,1° par rapport à l'écliptique.

## Compléments